# Classe Visakhapatnam
A Classe Visakhapatnam (em hindi: विशाखापत्तनम क्लास), também conhecida como Project / P-15 Bravo ou simplesmente P-15B, é um conjunto de contratorpedeiros furtivos de mísseis guiados de origem indiana atualmente operados pela Marinha Nacional do país, designados para prevenir ataques de pirataria e drones contra navios mercantes e outros maiores que requerem proteção em uma frota.

## Nomeação
De acordo com a tradição da Marinha Indiana, os contratorpedeiros receberam nomes em referência a grandes cidades da Índia, nomeadamente Visakhapatnam, Mormugao, Imphal e Surat.

## Descrição
Projetados pela Warship Design Bureau, empresa de origem indiana, estes contratorpedeiros possuem semelhanças relativamente à Classe Kolkata, nomeadamente ao seu casco, porém incorporam características furtivas, um maior grau de automação, sobrevivência e manobra.
Cada embarcação carrega várias bocas de fogo, sistemas de distribuição de energia e de controlo de danos por fogo inimigo para aumentar a sua sobrevivência e confiabilidade em situações críticas. Também citando que o sistema de controlo atmosférico protege a tripulação de ameaças químicas, biológicas e nucleares.
Estes navios têm um grande peso para a nacionalização da indústria bélica indiana, com aproximadamente 75% dos componentes sendo originários do país.

## Navios
| Nome          | Nº de amura | Nº do pátio | Construtor                                            | Batimento de quilha | Lançado          | Comissionado     | Base    | Status             | Notas  |
| ------------- | ----------- | ----------- | ----------------------------------------------------- | ------------------- | ---------------- | ---------------- | ------- | ------------------ | ------ |
| Visakhapatnam | D66         | 12704       | Estaleiros Mazagon Dock Shipbuilding Limited, Bombaim | outubro de 2013     | abril de 2015    | novembro de 2021 | Bombaim | Ativos             | [ 10 ] |
| Mormugao      | D67         | 12705       | Estaleiros Mazagon Dock Shipbuilding Limited, Bombaim | junho de 2015       | setembro de 2016 | dezembro de 2022 | Bombaim | Ativos             | [ 10 ] |
| Imphal        | D68         | 12706       | Estaleiros Mazagon Dock Shipbuilding Limited, Bombaim | maio de 2017        | abril de 2019    | dezembro de 2023 | Bombaim | Ativos             | [ 10 ] |
| Surat         | D69         | 12707       | Estaleiros Mazagon Dock Shipbuilding Limited, Bombaim | -                   | maio de 2022     | 2024 (expectado) | -       | Testes em alto-mar | [ 10 ] |

## Galeria
- INS Visakhapatnam na véspera da sua comissão
- Visão superior do INS Visakhapatnam, onde é possível ver o seu arsenal
- INS Mormugao, segunda unidade da classe
- INS Mormugao durante teste em alto-mar
- Terceira unidade, INS Imphal, durante testes
- Quarta e última unidade, INS Surat no decorrer de testes

#### Outras classes de contratorpedeiros de mísseis guiados:
- Arleigh Burke (Estados Unidos)
- Kongō (Japão)
- Maya (Japão)
- Sejong, o Grande (Coreia do Sul)
- Sovremenny (Rússia)
- Udaloy (Rússia)

#### Páginas relacionadas:
- Marinha Indiana
- Contratorpedeiro
- Cruzador
- Fragata
- Corveta